# Relaciones Chile-Madagascar
Las relaciones Chile-Madagascar son las relaciones internacionales entre la República de Chile y la República de Madagascar.

## Historia
Las relaciones diplomáticas entre Chile y Madagascar fueron establecidas el 23 de diciembre de 1971, mediante la firma del acuerdo entre el ministro de Relaciones Exteriores chileno, Clodomiro Almeyda, y el vicepresidente del Gobierno para los Asuntos Extranjeros de la República Malgache, Jacques Rabemananjara. En 1973, Madagascar designó a Pierre Haritçalde como cónsul honorario en Santiago de Chile, el cual ejerció su cargo hasta su fallecimiento en 2006. Madagascar no ha vuelto a designar un cónsul honorario en Chile desde entonces.

## Relaciones comerciales
En 2021, el intercambio comercial entre ambos países ascendió a los 1,07 millones de dólares estadounidenses, lo que supuso un 33% de crecimiento promedio anual en los últimos cinco años, constando únicamente de exportaciones desde Madagascar a Chile. Los principales productos exportados fueron prendas de vestir, bombas volumétricas, preparaciones alimenticias y vainilla.

## Misiones diplomáticas
- Chile no cuenta con representaciones diplomáticas ni consulares ante Madagascar.[6]
- Madagascar está acreditado ante Chile a través de su embajada en Washington D. C., Estados Unidos.[7]